# Szalai-Kocsis Tamás
Szalai-Kocsis Tamás (Budapest, 1976–) science fiction-író. Hétköznapi szakmája informatikai biztonságtechnika-tanácsadó, rendszertervező, emellett régebben weboldalakat tervezett. Az Átjáró Magazin 12. számában mutatkozott be először a nagyközönségnek Szigorú számtan című ironikus hangvételű novellájával. A Birodalmi osztag című antológiában I. M. Brod név alatt publikált két, az Evolvens kalózaiban egy novellát. Első regénye 2006-ban jelent meg a Grál kiadó gondozásában.
2006 áprilisában a Kijevben megtartott Euroconon az ESFS Encouragement Award-ot, "Bátorítás Díjat" kapott.
Az SFportal.hu egyik alkalmi szerzője, technikai segítője.

## Novellák
Nyomtatásban megjelent novellák
- A dicső lovasbrigád (Birodalmi osztag antológia, 2004)
- Viva Las Vegas (Birodalmi osztag antológia, 2004)
- Nem születtek katonának (Az evolvens kalózai antológia, 2005)
- Szigorú számtan (Átjáró magazin)
- Az utolsó megkísértés (Átjáró magazin)

Online novellák
- Lelkem, vámpírom (SFportal.hu, 2005)
- Tengerészlakoma (SFportal.hu, 2005)
- Részletek egy amatőrűrhajós naplójából 1 (SFportal.hu, 2006)  Archiválva 2007. március 11-i dátummal a Wayback Machine-ben
- Részletek egy amatőrűrhajós naplójából 2 (SFportal.hu, 2006)  Archiválva 2007. március 11-i dátummal a Wayback Machine-ben
- Férfi, vágyak nélkül (SFportal.hu, 2006)
- Automatikus visszavonulási technológia (Hogdney Smith történetek) Archiválva 2007. március 11-i dátummal a Wayback Machine-ben
- ISS – Istentelenül Sok hűhó Semmiért (Hogdney Smith történetek)  Archiválva 2007. március 11-i dátummal a Wayback Machine-ben
- Űrmacska (Hogdney Smith történetek)  Archiválva 2007. március 11-i dátummal a Wayback Machine-ben
- A legutolsó sárkány (fantasy)  Archiválva 2007. március 11-i dátummal a Wayback Machine-ben
- Fővezér kerestetik  Archiválva 2007. március 11-i dátummal a Wayback Machine-ben
- És akkor jött a Tenkes kapitánya…

## Regények
- Tüske a köröm alatt (2006, Graal kiadó, ISBN 9630601524)